# Nomada linsenmaieri
Nomada linsenmaieri là một loài Hymenoptera trong họ Apidae. Loài này được Schwarz mô tả khoa học năm 1974.